# Оларі (комуна, Арад)
Оларі (рум. Olari) — комуна у повіті Арад в Румунії. До складу комуни входять такі села (дані про населення за 2002 рік):
- Оларі (1494 особи) — адміністративний центр комуни
- Сінтя-Міке (448 осіб)

Комуна розташована на відстані 415 км на північний захід від Бухареста, 30 км на північний схід від Арада, 73 км на північ від Тімішоари.

## Населення
За даними перепису населення 2002 року у комуні проживали 1942 особи.
Національний склад населення комуни:
| Національність | Кількість осіб | Відсоток |
| -------------- | -------------- | -------- |
| румуни         | 1013           | 52,2%    |
| угорці         | 645            | 33,2%    |
| цигани         | 156            | 8,0%     |
| словаки        | 101            | 5,2%     |
| українці       | 21             | 1,1%     |
| німці          | 5              | 0,3%     |
| турки          | 1              | 0,1%     |

Рідною мовою назвали:
| Мова       | Кількість осіб | Відсоток |
| ---------- | -------------- | -------- |
| румунська  | 1049           | 54,0%    |
| угорська   | 646            | 33,3%    |
| циганська  | 119            | 6,1%     |
| словацька  | 100            | 5,1%     |
| українська | 23             | 1,2%     |
| німецька   | 5              | 0,3%     |

Склад населення комуни за віросповіданням:
| Релігія                                       | Кількість осіб | Відсоток |
| --------------------------------------------- | -------------- | -------- |
| православні                                   | 1126           | 58,0%    |
| лютерани (Синодально-пресвітеріанська церква) | 555            | 28,6%    |
| римо-католики                                 | 184            | 9,5%     |
| п'ятдесятники                                 | 53             | 2,7%     |
| реформати                                     | 13             | 0,7%     |
| унітарії                                      | 5              | 0,3%     |
| баптисти                                      | 3              | 0,2%     |
| греко-католики                                | 1              | 0,1%     |

## Зовнішні посилання
- Дані про комуну Оларі на сайті Ghidul Primăriilor [Архівовано 17 січня 2013 у Wayback Machine.]